# Zamia vasquezii
Zamia vasquezii — вид голонасінних рослин класу Саговникоподібні (Cycadopsida).

## Поширення, екологія
Відомий з Мексики, де зустрічається в штаті Веракрус. Відомо не більше 50 рослин в дикій природі і вирубки лісів у північному Веракрусі як і раніше процвітає. Населення, безумовно, сильно фрагментоване. Останнє дослідження було більше, ніж десять років тому, так що ситуація може бути спотвореною. Цей вид росте в напів-вічнозелених сосново-дубових лісах.

## Загрози й охорона
Вирубка лісів становить найбільшу загрозу для виживання цього виду в дикій природі. Вид дуже поширений у вирощуванні, де він легко виробляє шишки і росте досить швидко з насіння.